# Siopao
Le siopao (chinois simplifié : 烧包 ; chinois traditionnel : 燒包 ; cantonais : sīu-bāau ; lit. « petit pain chaud »), est la version indigénisée philippine de la brioche à la vapeur cantonaise appelée cha siu bao. En chinois, elle est appelée baozi. Il est populaire dans les restaurants chinois et philippins et fait généralement partie de la cuisine dimsum.

## Description
Le siopao est un en-cas populaire vendu principalement par les boulangeries et les vendeurs[pas clair] et dans de nombreux restaurants et traiteurs chinois aux Philippines. Il existe plusieurs variétés en fonction de la garniture : porc asado ou bola-bola (une combinaison de porc, poulet, bœuf, crevettes ou œuf de cane salé). Il existe plusieurs façons de le cuire.
Une variante de l'île de Siargao est le paowaw, un petit pain de dessert fourré de bukayo (viande de noix de coco râpée sucrée).
Une vieille légende urbaine ou canard prétend que le siopao est fabriqué à partir de viande de chat, en raison du caractère relativement bon marché du siopao et de la sinophobie.
Le siopao a été popularisé (sinon introduit) aux Philippines par Ma Mon Luk, un vendeur ambulant immigré cantonais qui a créé le mami vers les années 1920. Après avoir ouvert son restaurant éponyme des années plus tard, il a fait la promotion du siopao en en distribuant des échantillons de porte à porte, et en en faisant don aux victimes de catastrophes. Le siopao et le siomai étaient servis comme plats d'accompagnement de son fameux mami. Son restaurant est devenu très populaire, assurant la popularité du siopao jusqu'à ce jour.